# Крупское (Чуйская область)
Крупское (кирг. Крупское) — село в Московском районе Чуйской области Кыргызстана. Входит в состав Александровского айылного аймака.

## География
Село расположено в западной части области, к западу от реки Сокулук, на расстоянии приблизительно 6 километров (по прямой) к востоко-юго-востоку от села Беловодского, административного центра района. Абсолютная высота — 895 метров над уровнем моря.

## Население
Согласно оценочным данным Национального статистического комитета Кыргызской Республики, численность населения села на начало 2023 года составляла 1978 человек.
| год     | 2009 | 2014 | 2015 | 2020 | 2021 | 2023 |
| ------- | ---- | ---- | ---- | ---- | ---- | ---- |
| человек | 1564 | 1687 | 1692 | 1909 | 1967 | 1978 |